# Rue Oudinot
Rue Oudinot é uma rua no 7.º arrondissement de Paris, França. É denominada em memória de Nicolas-Charles Oudinot, que ali morava.